# Bonneville-Aptot
Bonneville-Aptot là một xã thuộc tỉnh Eure trong vùng Normandie miền bắc nước Pháp.